# GP Herning

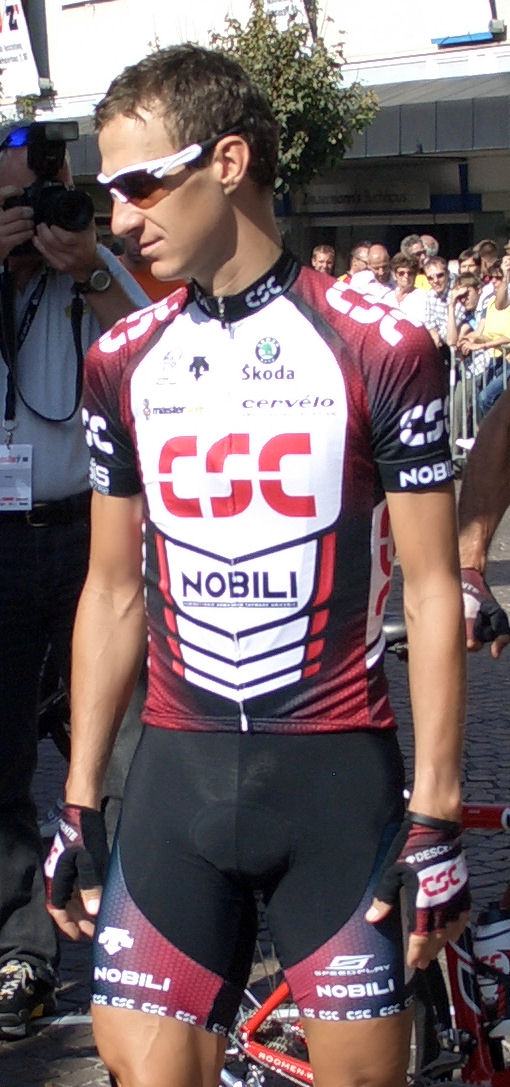
De Winnaar 2007 Kurt-Asle Arvesen

De GP Herning is een wielerwedstrijd in en rondom Herning, Denemarken.
Vanaf diens start in 2005 maakte de wedstrijd deel uit van de UCI Europe Tour met een   1.1 classificatie, wat inhoudt dat het een eendagswedstrijd van eerste categorie is. In 2012 ging de GP Herning niet door omdat de organisatie niet voldoende sponsors kon vinden. In 2013 keerde de GP Herning terug op de internationale kalender, ditmaal met een classificatie van 1.2.
De winnaars Bjarne Riis en Michael Blaudzun zijn beide geboren in Herning. Bjarne Riis heeft deze wedstrijd drie keer op rij gewonnen en is daarmee recordhouder.

## Naam van de wedstrijd
- 1992 - 2002 : Grand Prix Midtbank
- 2003 - 2004 : Grand Prix SATS
- 2005 : Grand Prix Herning-SATS
- 2006 : Grand Prix Herning
- 2007 : GLS Express Grand Prix'
- 2010 : Grand Prix Herning

## Lijst van winnaars

### Meervoudige winnaars
| Overwinningen | Renner           | Jaren            |
| ------------- | ---------------- | ---------------- |
| 3             | Bjarne Riis      | 1996, 1997, 1998 |
| 2             | Michael Sandstød | 1999, 2000       |
| 2             | Rudie Kemna      | 2001, 2002       |
| 2             | Frank Høj        | 2003, 2004       |
| 2             | Andreas Stokbro  | 2019, 2022       |

### Overwinningen per land
| Overwinningen | Land                                      |
| ------------- | ----------------------------------------- |
| 28            | Denemarken                                |
| 2             | Nederland                                 |
| 1             | Frankrijk, Noorwegen, Verenigd Koninkrijk |